# Glen Johnson (bokser)
Glengoffe Donovan Johnson (født 2. januar 1969 i Clarendon i Jamaica) er en professionel bokser, med tilnavnet Gentleman og The Road Warrior. Han er 180cm høj. Johnson har kæmpet i mellemvægt, supermellemvægt og letsværvægtdivisionerne og har holdt IBF og Ring magasine mesterskaberne i letsværvægt. Han var en af bokserne, der deltog i Super Six World Boxing Classic hvor han erstattede Mikkel Kessler.

## Amatør Karriere
Johnson ankom til det sydlige Florida fra Jamaica i en alder af 15. Han begyndte ikke boksning som en amatør indtil et par år senere. Glen "The Road Warrior" Johnson var en sen blomstring af sporten og begyndte som 20 år i Miami, Florida i et spirende politiboksningtræningscenter. Johnson opnåede en amatørrekord på 35-5 og var en to-gange Florida State Golden Gloves Champion, den første gang i mellemvægt og 2. gang i letsværvægt.

## Professionelle Karriere
Johnson vandt sine første 32 professionelle kampe, før han udfordrende Bernard Hopkins om hans IBF mellemvægttitel i 1997, hvor han tabte på teknisk knockout i 11. omgang.
Han tilføjede yderligere otte til sin rekord med tabte kamp før han slig Clinton Woods med en enstemmig afgørelse og erobrede IBF Letsværvægttitlen. Hans næste kamp var mod den tidligere mester Roy Jones Jr. I en tæt kamp slog han Jones ud i 9. omgang i deres septemberkamp i 2004.
Den efterfølgende split decision sejr over Antonio Tarver i december samme år gjorde ham til The Ring Letsværvægtmester. Han blev valgt i 2004 til Årets Bokser af Boxing Writers Association of America.
Johnson mistede sin Letsværvægttitel til Antonio Tarver i omkamp. Han udfordrede sin gamle modstander Woods endnu engang for IBF titlen. Denne gang slog Woods ham ved en split decision. Han kom tilbage og besejrede den tidligere mester Montell Griffin i maj 2007.
I et senere forsøg på at opnå en titel, tabte Johnson en yderst kontroversiel enstemmig afgørelse mod Chad Dawson den 12. april 2008 om WBC Letsværvægttitelen. Den 7. november 2009, tabte Johnson en omkamp med Dawson via enstemmig afgørelse i Hartford, CT. Dommernes score var 115-113, 115-113 og 117-111 til Dawson.
Den 7. august udfordrede 2010 Johnson Tavoris Cloud om IBF Letsværvægttitelen, men tabte en tæt afgørelse, 116 til 112 fra alle 3 dommere trods at have ramt med flere slag ifølge CompuBox. 
Glen Johnson sluttede sig efteråret 2010 til Super Six World Boxing Classic, hvor han erstattede Mikkel Kessler på grund af Kessler øjenskader. Glen Johnson besejrede Allan Green på knockout i ottende omgang, den 6. november 2010 i Las Vegas i Nevada og med sin sejr kvalificerede han sig videre til semifinalen i Super Six turneringen, hvor han stod over for Carl Froch om en plads i Super Six Finalen og WBC Supermellemvægt-verdensmestertitel. Johnson tabte kampen ved flertalsbeslutning med én dommer, der scorede kampen uafgjort og de resterende to dommere scorede kampen til fordel for Froch.
Johnsons næste kamp er mod den romænske mester Lucian Bute den 5. oktober 2011, om IBF Supermellemvægttitlen.

## Priser
- 2004 USA Today Fighter of the Year
- 2004 Ring Magazine Fighter of the Year